# Batocera wyliei
Batocera wyliei là một loài bọ cánh cứng trong họ Cerambycidae.